# Bilan des clubs algériens en coupe arabe des clubs
 (septembre 2023).
Si vous disposez d'ouvrages ou d'articles de référence ou si vous connaissez des sites web de qualité traitant du thème abordé ici, merci de compléter l'article en donnant les références utiles à sa vérifiabilité et en les liant à la section « Notes et références ».
 (septembre 2023).
- Si vous ne connaissez pas le sujet, laissez ce bandeau (vous pouvez alors contacter les auteurs).
- Si vous supprimez le contenu mis en cause (vous pouvez préalablement contacter les auteurs),

argumentez précisément cette suppression dans la page de discussion
(un manque de référence n'est pas un argument ; une recherche réelle de référence doit avoir été effectuée, être formellement documentée).
Le bilan des clubs algériens en coupe arabe des clubs retrace les performances des clubs algériens de football dans les compétitions organisées par l'UAFA.

## Bilan général
| Rang | Club                  | Participations | Titres            | Joués | V  | N  | D  | Bp | Bc | Diff |
| ---- | --------------------- | -------------- | ----------------- | ----- | -- | -- | -- | -- | -- | ---- |
| 1    | MC Oran (*)           | 9              | 3                 | 31    | 13 | 4  | 14 | 48 | 51 | -3   |
| 2    | ES Sétif              | 4              | 2 en 2007 et 2008 | 44    | 23 | 11 | 10 | 55 | 32 | +23  |
| 3    | USM Alger             | 4              | 1 en 2013         | 26    | 12 | 8  | 6  | 40 | 28 | +12  |
| 4    | WA Tlemcen (*)        | 4              | 1 en 1998         | 17    | 9  | 4  | 5  | 29 | 22 | +7   |
| 5    | MC Alger              | 4              | 0                 | 22    | 11 | 5  | 6  | 29 | 27 | +2   |
| 6    | CR Belouizdad         | 4              | 0                 | 15    | 7  | 4  | 5  | 27 | 18 | +9   |
| 7    | JS Kabylie            | 3              | 0                 | 22    | 10 | 8  | 4  | 28 | 24 | +4   |
| 8    | NA Hussein Dey        | 2              | 0                 | 12    | 2  | 6  | 4  | 11 | 14 | -3   |
| 9    | CA Bordj Bou Arreridj | 2              | 0                 | 10    | 3  | 3  | 5  | 10 | 12 | -2   |
| 10   | USM Blida             | 2              | 0                 | 10    | 1  | 2  | 7  | 8  | 21 | -13  |
| 11   | USM Annaba            | 2              | 0                 | 4     | 2  | 2  | 2  | 7  | 7  | 0    |
| 12   | ASO Chlef             | 1              | 0                 | 4     | 2  | 1  | 1  | 6  | 4  | +2   |
| 13   | O. Médéa              | 1              | 0                 | 4     | 2  | 1  | 1  | 7  | 6  | +1   |
| 14   | AS Ain M'lila         | 1              | 0                 | 4     | 0  | 2  | 2  | 2  | 5  | -3   |
| 15   | USM El Harrach        | 1              | 0                 | 2     | 1  | 0  | 1  | 4  | 2  | +2   |

(*) Participation à la Supercoupe arabe

### Super Coupe Arabe
- Du 11 Au 16 avril 1999 à Damas  Syrie